# Sau Lan Wu

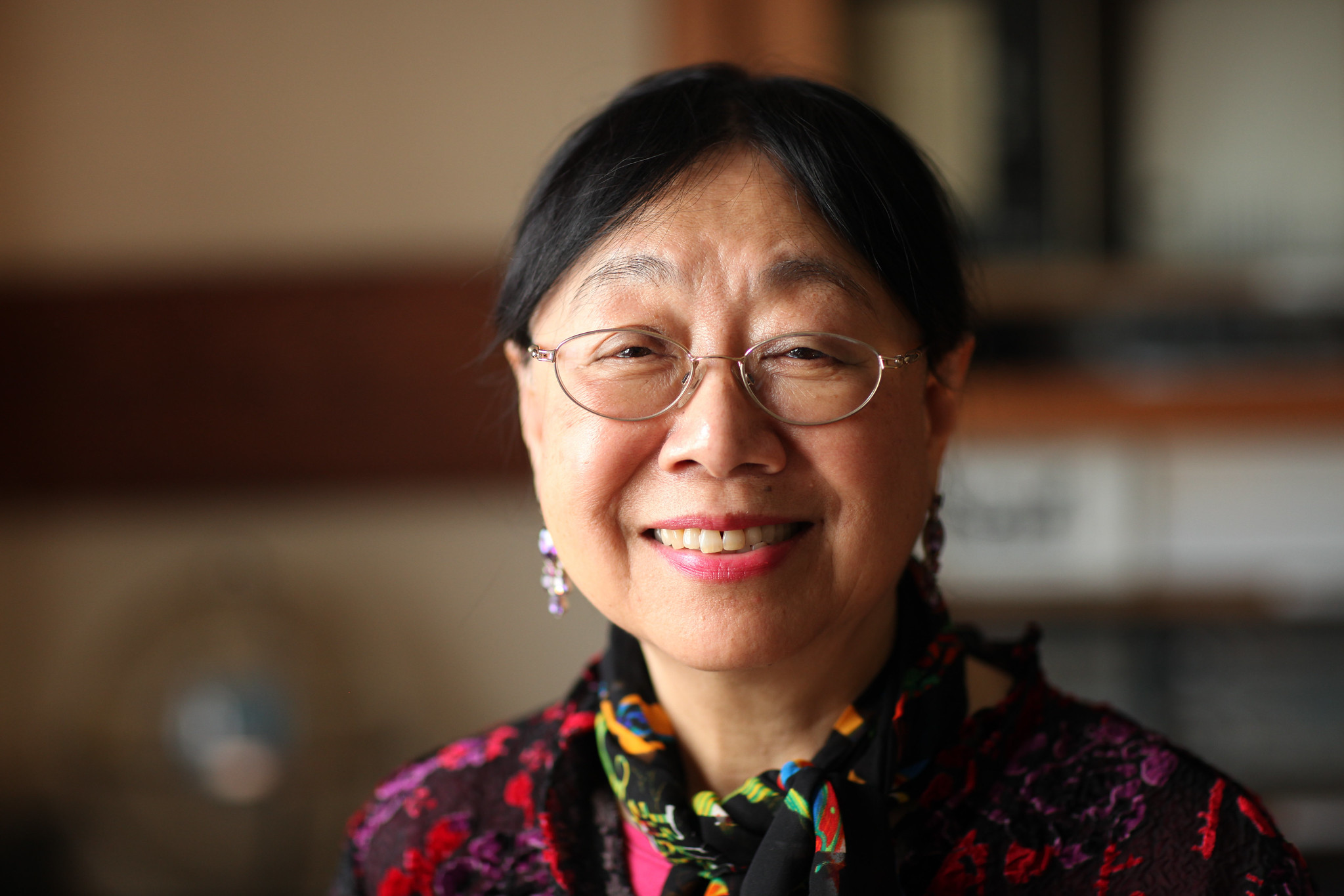
Sau Lan Wu

Sau Lan Yu Wu (* 1940 in Hongkong) ist eine US-amerikanische Teilchenphysikerin. Sie ist Enrico Fermi Distinguished Professor an der University of Wisconsin–Madison.

## Leben
Wu erhielt 1963 ihren Bachelor-Abschluss am Vassar College. 1964 erhielt sie ihren Master-Abschluss an der Harvard University, an der sie 1970 promoviert wurde. Von 1970 bis 1972 war sie am DESY, von 1972 bis 1975 am Brookhaven National Laboratory, von 1975 bis 1977 am CERN und von 1977 bis 1985 wieder am DESY. Von 1972 bis 1977 war sie außerdem am Massachusetts Institute of Technology. 1977 wurde sie Assistant Professor und später Professor an der University of Wisconsin-Madison. Seit 1986 forscht sie am CERN, wo sie Teil der ATLAS-Kollaboration am Large Hadron Collider ist und mit dieser an der Entdeckung des Higgs-Bosons beteiligt war. Seitdem ist sie am LHC mit der Suche nach den Elementarteilchen der Dunklen Materie beschäftigt.
Sie war Teil des Teams von Samuel C. C. Ting, das 1974 das J/Psi-Teilchen entdeckte. 1995 erhielt sie den High Energy and Particle Physics Prize der EPS mit Paul Söding, Bjørn Wiik und Günter Wolf für die Entdeckung von 3-Jet-Ereignissen am DESY, Hinweise auf das Gluon. 1980 erhielt sie einen Outstanding Young Investigator Award des DOE (Department of Energy). Mit dem Higgs-Boson am CERN war sie am experimentellen Nachweis von gleich drei Elementarteilchen beteiligt.
Sau Lan Wu ist Fellow der American Physical Society (1992) und der American Academy of Arts and Sciences (1996). Sie ist mit dem Harvard-Professor für Theoretische Physik, Tai Tsun Wu, verheiratet.